# Herbstzeit
Herbstzeit ist ein deutsches Filmdrama von Manfred Mosblech aus dem Jahr 1979. Der Fernsehfilm war ursprünglich als Teil der Reihe Polizeiruf 110 geplant, wurde jedoch schließlich als Einzelfilm gesendet.

## Handlung
Rentner Paul Wositschka hat einen vergnügten Nachmittag mit seinem Sohn Michael, Schwiegertochter Judith und seinen beiden Enkeln verbracht und bringt die Familie in seine Altbauwohnung, wo Oma Lisa den Kaffeetisch bereitet hat. Lisa selbst wird von Paul tot in der Küche aufgefunden, sie ist an Altersschwäche verstorben. Paul muss nun allein zurechtkommen. Aus seiner großen Wohnung will er nicht ausziehen und reagiert verbittert, als sein Nachbar und Freund Otto Kabulke in ein Altersheim zieht. Er lehnt einen derartigen Umzug ab, da die Rentner dort nur noch von ihrer Vergangenheit zehren. Paul war bis vor wenigen Jahren Hauptkassierer der Straßenbahn, nimmt aber aus Prinzip auch nicht an einer Rentnerfahrt des Betriebes teil.
Auf dem Weg vom Friedhof, wo er regelmäßig Lisas Grab aufsucht, rennt Paul eines Tages nach dem Bus und übersieht ein herankommendes Auto. Er wird angefahren, aber nicht weiter verletzt. Am Unfallort waren zufällig auch Oberleutnant Peter Fuchs und Leutnant Vera Arndt, die Paul ins Krankenhaus bringen und sich später noch aus Neugier seine Wohnung ansehen. Vera Arndt trifft Paul später zufällig beim Angeln wieder und beide führen ein kurzes Gespräch.
Pauls Hoffnung liegt in seinem Sohn Michael, der einen Hausbau plant. In dem Haus, das der Grafiker bereits vollständig entworfen hat, ist auch ein Zimmer für Paul vorgesehen. Michael wollte Paul schon nach dem Tod Lisas zu sich holen, doch scheiterte der Plan am fehlenden Platz. Paul rechnet fest mit dem Hausbau, ignoriert jedoch, dass Michael weder Geld, noch Grundstück hat. Über Otto vermittelt Paul Michael ein mögliches Grundstück an der Havel, doch will der Besitzer neben einem Auto auch 20.000 Mark für das Gelände. Paul steckt Michael 1.000 Mark zu, die jedoch nur ein Tropfen auf den heißen Stein sind. Michael will Paul nicht die Hoffnung nehmen und gibt nicht zu, dass er das Grundstück nicht erwerben kann. Paul erfährt erst durch Zufall, dass das Grundstück an einen anderen Interessenten ging, und ist so traurig wie ernüchtert. Seinen Traum will er nicht aufgeben, muss jedoch erkennen, dass er selbst mit dem Verkauf einiger Wertgegenstände nicht einmal 10.000 Mark aufbringen kann.
Beim Besuch seiner früheren Arbeitsstelle holt er einige persönliche Gegenstände vom Straßenbahnlager ab. Dabei fällt ihm auch ein Schlüssel in die Hand, der zum Tresor mit den Haupteinnahmen gehört. Er begibt sich zur Weihnachtsfeier seines Betriebes, betrinkt sich und entwendet schließlich unbemerkt Gelder in Höhe von 24.000 Mark. Als er das Geld in seine Wohnung bringen will, wird er von einer Hausbewohnerin angesprochen, die ihn für krank hält, da er sehr bleich ist. Paul flieht. Auf seiner früheren Arbeitsstelle wird der Diebstahl bemerkt. Peter Fuchs und Vera Arndt übernehmen die Ermittlungen und erfahren vom Hauptkassierer, dass es zwei Schlüssel zum Tresor gibt, die vorhanden sind – möglicherweise jedoch mehr, das könne jedoch nur sein Vorgänger Paul sagen. In Pauls Wohnung ist niemand und so suchen die Ermittler mithilfe von Michael und Judith nach ihm. Sie finden ihn an Lisas Grab. Im Arm hält er die Tasche mit den gestohlenen Geldern. Paul redet wirr, bevor er im Schnee zusammenbricht. Er wird ins Krankenhaus gebracht; es ist unsicher, ob er den Krankentransport überlebt.

## Produktion

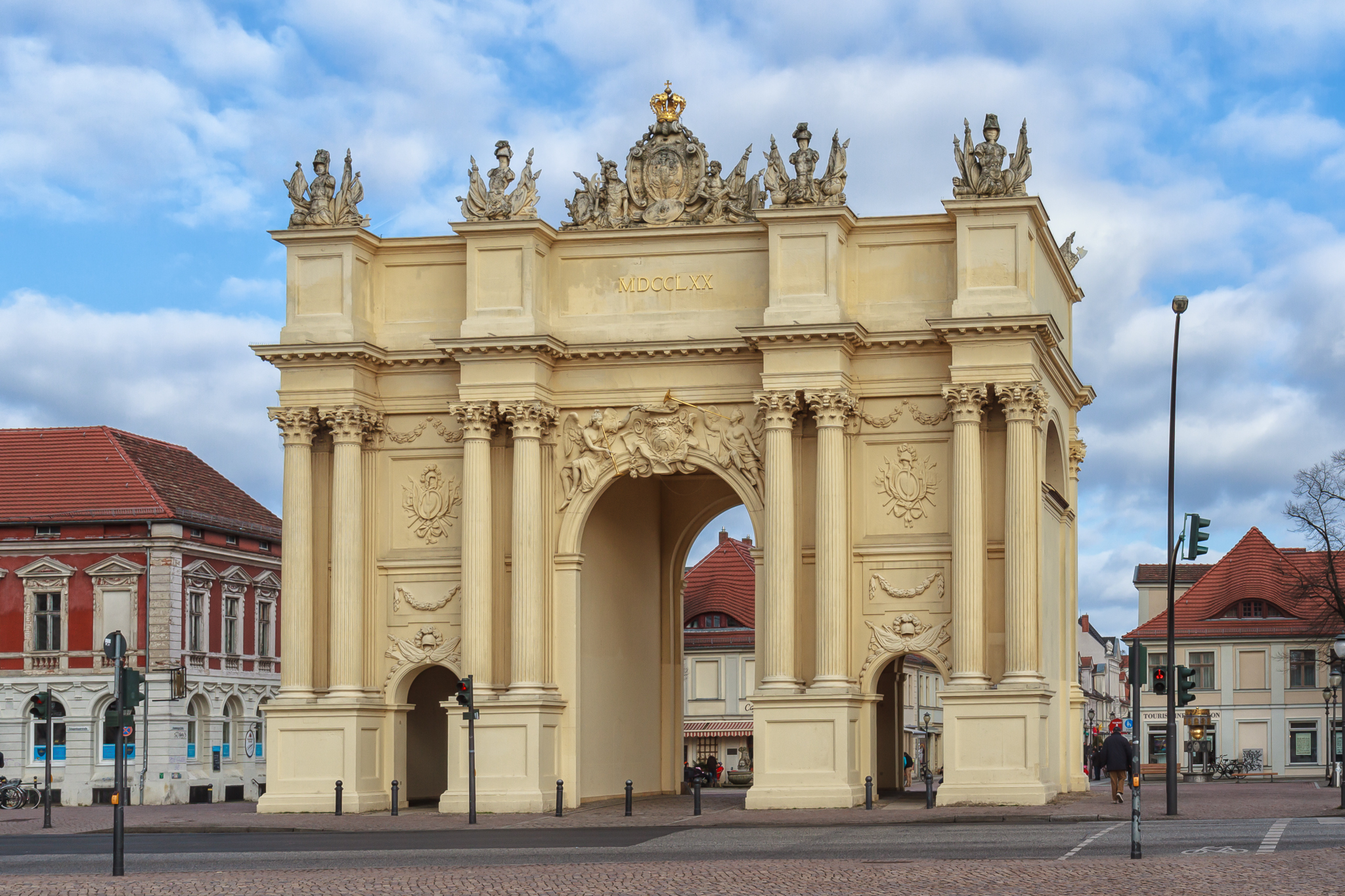
Das Potsdamer Brandenburger Tor, ein Schauplatz des Films

Herbstzeit wurde vom 10. Januar bis 3. März 1978 unter dem Arbeitstitel Altersschwäche in Potsdam gedreht. Zu sehen sind unter anderem der Straßenbahnbetriebshof Holzmarktstraße, das Brandenburger Tor sowie das Klinikum Ernst von Bergmann. Die Filmbauten schuf K.P.M. Wulff. Die Ermittler im Film sind Peter Fuchs in seinem 38. Fall und Vera Arndt in ihrem 39. Fall. Der Film erlebte am 11. Dezember 1979 seine Fernsehpremiere. Ursprünglich wurde der Film als Folge der Fernsehreihe Polizeiruf 110 produziert, jedoch aufgrund der nur marginal vorkommenden Ermittlungsarbeit außerhalb der Reihe gesendet. Er gehört damit, wie auch die Filme:
- Gelb ist nicht nur die Farbe der Sonne (1979)
- Die Lieben Luder (1983)
- Klassenkameraden (1984)
- Aussenseiter (1985)
- Kalter Engel (1986)
- Im Alter von … (1974)
- Rosis Mann (1984)

zu den produzierten Polizeiruf-Folgen, die aus unterschiedlichen Gründen nicht in die Polizeiruf-Reihe aufgenommen wurden oder keine Sendefreigabe erhielten.

## Kritik
Für den film-dienst war Herbstzeit ein „überzeugend gespieltes Drama des DDR-Fernsehens, das ein durchaus kapitalistisch angehauchtes Thema aufgreift.“